# Raymond Vande Venne
Raymond Charles Vande Venne, né le 23 novembre 1843 à Zwevegem et y décédé le 4 mars 1926 fut un homme politique libéral belge.
Vande Venne fut notaire; il fut élu conseiller communal de Zwevegem et sénateur de l'arrondissement de Courtrai-Ypres dès 1912.

## Généalogie
- Il fut fils de Karel et Caroline Vandenberghe.
- Il épousa Bertha Lauwick (1856-1935).
  - Ils eurent une fille : Martha (1887-?).

## Sources
- Liberaal Archief